# Referencia
La referencia es una relación entre las "expresiones en un cierto lenguaje" y "aquello de lo cual se habla" (mundo objetivo) cuando se usan dichas expresiones.
En el contexto académico, una referencia es un fragmento de información (generalmente texto junto a signos gramaticales de algún estilo de referencias como APA o ISO 690), esta permite dirigir al lector a la fuente original de la referencia como citas e ideas de terceros, o referencias recomendadas (pero relacionadas al contenido donde se pone la referencia), también se suelen asociar a la bibliografía de un contenido académico.
En lingüística, la referencia de una expresión involucra entre, objetos y situaciones posibles del mundo real, cuya relación es descrita por esta expresión lingüística. 
En matemáticas y lógica formal la referencia de una expresión matemática se refiere a un objeto de la estructura matemática que sirve como teoría de modelos para el lenguaje formal considerado.
El mecanismo por el cual una expresión es capaz de referir ha sido y es todavía materia de un profundo debate filosófico.
La importancia de las referencias en el ámbito académico no solo radica en otorgar crédito a los autores originales, sino también en proporcionar un respaldo confiable que permita a los lectores verificar la información. Este proceso fomenta la transparencia y credibilidad en los trabajos de investigación, fortaleciendo la validez del conocimiento presentado.

## Referencia lingüística
Algunos de los candidatos más naturales a expresiones que refieren son:
- Los nombres propios, como "Alejandro Magno", "Pegaso" u "Homero".
- Las descripciones definidas, como "el tercer planeta a partir del Sol", "el caballo alado" y "el actual rey de Francia".
- Los predicados como "quartz", "oro" y "tigre" que refieren a clases naturales.
- Las expresiones como "yo", "tú", "él", "esto", "eso" y "aquello", que en inglés se llaman indexicals, y que se caracterizan por el hecho de que su referente varía dependiendo del contexto.